# Politikåret 1863

## Händelser
- 24 februari - Arizonaterritoriet upprättas i USA.[1]
- 4 mars - Idahoterritoriet upprättas i USA.[2]
- 24 mars -  Marco Minghetti efterträder Luigi Carlo Farini som Italiens konseljpresident.[3]
- 20 juni - Virginia bryts ur West Virginia.[4]
- 30 oktober - Frederick Whitaker efterträder Alfred Domett som Nya Zeelands premiärminister.[5]
- 31 december - Ditlev Gothard Monrad efterträder Carl Christian Hall som Danmarks konseljpresident.[6]

### Fotnoter
1. ↑  ”Arizona” (på engelska). World Statesmen. http://www.worldstatesmen.org/US_states_A-D.html#Arizona. Läst 29 juli 2015.
2. ↑  ”Idaho” (på engelska). World Statesmen. http://www.worldstatesmen.org/US_states_F-K.html#Idaho. Läst 29 juli 2015.
3. ↑  ”Italy” (på engelska). World Statesmen. http://www.worldstatesmen.org/Italy.htm. Läst 31 juli 2015.
4. ↑  ”Virginia” (på engelska). World Statesmen. http://www.worldstatesmen.org/US_states_V-W.html#Virginia. Läst 29 juli 2015.
5. ↑  ”New Zealand” (på engelska). World Statesmen. http://www.worldstatesmen.org/New_Zealand.htm. Läst 1 augusti 2015.
6. ↑  ”Denmark” (på engelska). World Statesmen. http://www.worldstatesmen.org/Denmark.html. Läst 29 juli 2015.